# Trolha

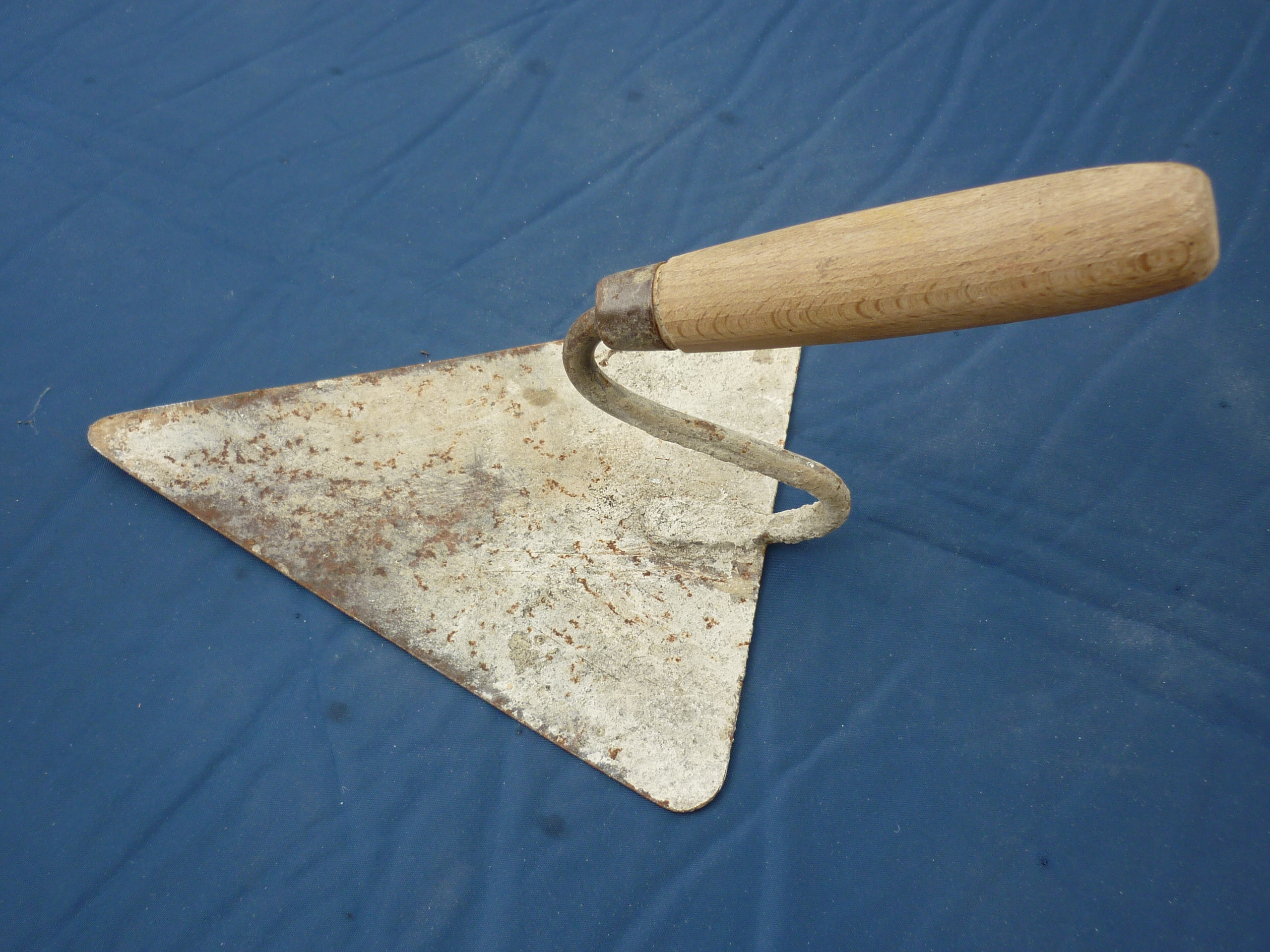
Uma trolha em forma de triângulo equilátero.

A trolha, utensílio originalmente usado pelos pedreiros e incorporado simbolicamente pelos maçons operativos, também é conhecido como colher de pedreiro. É o símbolo da benevolência para com todos na maçonaria especulativa. Sua utilização para estender o emboço e cobrir todas as irregularidades, fazem parecer o edifício como formado por um único bloco e por isso, a trolha pode ser considerada como um emblema de tolerância e de indulgência com que todo maçom deve dissimular as faltas e defeitos de seus irmãos.
Símbolo que ensina a propagar os sentimentos de afeto e bondade que unem a todos os membros da família maçônica numa sólida fraternidade, a trolha tornou-se um emblema de benevolência para todos, de conciliação e de silêncio. Recorda, portanto, que se devem perdoar os defeitos dos irmãos, transformando em doçura as suas palavras, por amargas que sejam. A trolha, segundo Plantagenet, «é o símbolo do amor fraternal que deve unir a todos os maçons, único cimento que os obreiros podem empregar para edificação do templo». Passar a trolha significa, pois, esquecer as injúrias ou as injustiças, perdoar um agravo, dissimular um ressentimento, desculpar uma falta.

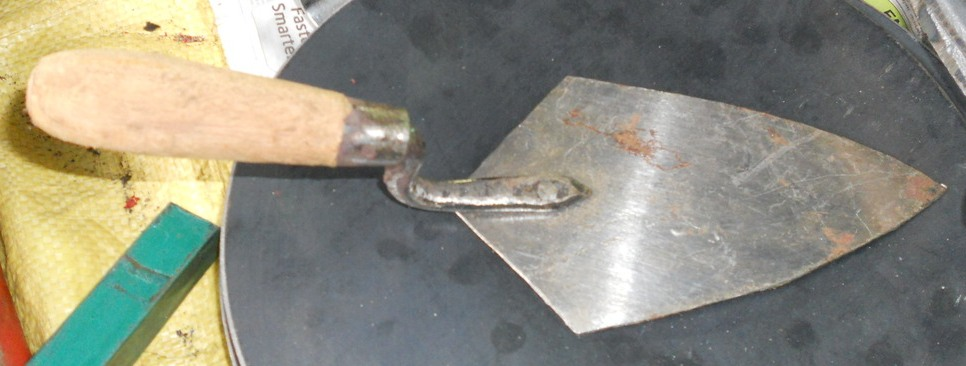
Uma trolha medieval.

Na maçonaria operativa, o aprendiz ocupava-se do preparo dos materiais brutos, pelo que necessitava unicamente do martelo e do cinzel. Estes materiais passavam depois às mãos dos companheiros ou operários que os colocavam convenientemente, servindo-se do prumo, do nível e do esquadro.
Por último, o mestre verificava a exatidão com que foi feito o trabalho, dando a última demão e estendendo com a trolha o cimento que une definitivamente todos os materiais.
Por isso, considera-se que a trolha é um instrumento do mestre maçom. Em certas lojas inglesas, porém, a trolha é a ferramenta de trabalho do mestre instalado.